# ¿Cómo lo hacen?
¿Cómo lo hacen? (en inglés:How Do They Do It?) es una serie de televisión producida por TV Wag de Discovery Channel. Cada programa explora 2 o 3 objetos ordinarios que se realizan y se operan durante el programa. El eslogan de la serie es "Detrás de lo común está lo extraordinario". La serie se emite en todo el mundo en diversas redes de propiedad de Discovery que incluyen:
- Discovery Channel, Science Channel, DMAX y Quest en el Reino Unido;
- Science Channel en los Estados Unidos;
- Discovery Channel en Asia, Australia, Bélgica, Canadá, Francia, Suiza, Países Bajos;
- Discovery Max en España;
- Discovery Channel y Science Discovery en Italia.

Las series 1 y 2, que fueron coproducidos con Producciones Cirugía de cohetes, fueron narrados por Rupert Degas; series 3 y 4 fueron narrados por Iain Lee y series 5 y 6 fueron narrados por Dominic Frisby. En 2008, el Reino Unido Canal 5 comenzará a emitirse la serie, presentada por Robert Llewellyn. Esta versión fue lanzada en DVD en el Reino Unido en mayo de 2010.
En Estados Unidos, la serie se emite en la Science Channel y es narrada por Chris Broyles.
Este programa es similar al programa popular documental canadiense-producido, Así se hace, también transmitido por Discovery Networks Channel.

## Temporada 1
Los episodios de la primera temporada salió al aire con 60 minutos de tiempo de ejecución (incluidos los comerciales).